# Praktviolbuske
Praktviolbuske (Iochroma grandiflorum) är en art inom familjen potatisväxter från Ecuador och Peru. Arten odlas som kruk- eller utplanteringsväxt i Sverige.
Praktviolbuske är en buske eller ett litet träd som kan bli 5 m hög. Ung tillväxt och blad är klibbhåriga med vita eller bruna glandelhår. Äldre grenar är gråbruna. Bladen sitter strödda och är 7-14 cm långa och 4-8 cm breda, smalt till brett äggrunda eller nästan elliptiska med strödda klibbhår på ovansidan och tydliga nerver på undersidan, som har både enkla hår och grenade klibbhår. Bladspetsen är spetsig eller uddspetsig, basen är rundad eller gradvis avsmalnande. Bladskaften är 1-2,5 cm långa men en kanal på ovansidan. Blommorna kommer fram i bladvecken och sitter ensamma eller några få tillsammans. Blommor på äldre grenar kan sitta på en, till 5 cm lång, hårig, sporre. Själva blomskaften är 1-8 cm långa. Fodret är klocklikt med ribbor och fem uddspetsiga flikar. Kronan är rörformad till trattlik, femflikig, blå till purpurviolett, 4,5-7 cm lång med sparsamma klibbhår. Ståndarna är inkluderade och pistill kan ibland sticka ut något, den är tvåflikig. Frukten är ett elliptiskt bär, omsluten av det spruckna fodret.
Arten skiljs från andra odlade arter genom sina klibbhår och relativt stora blommor.

### Webbkällor
- Svensk kulturväxtdatabas

### Trycka källor
- Walters, S.M. m. fl. (red.) (2000) The European Garden Flora. Vol. VI. Dicotyledons (Part IV).  Cambridge University Press, Cambridge